# Sarah Lind
Pour les articles homonymes, voir Lind.
Sarah Lind est une actrice canadienne née le 22 juillet 1982 à Regina en Saskatchewan.

## Filmographie
- 1997 : The Lost Daughter (téléfilm) : Laurie, jeune à 14 ans
- 1998 : Chérie, j'ai rétréci les gosses (série télévisée) : Teen Mrs. McGann
- 1999 : First Wave (série télévisée) : Dawn
- 2000 : Incredible Story Studio (en) (série télévisée) : Story Actor
- 1998-2000 : Mentors (série télévisée) : Dee Sampson (11 épisodes)
- 2001 : Wolf Lake (série télévisée) : Sarah Hollander
- 2002 : Dead Zone (série télévisée) : Tammy Moe
- 2002 : Punch (en) : Liz
- 2003 : Dead Like Me (série télévisée) : Stephanie
- 2003 : A Problem with Fear (en) : Nerd Girl
- 2004 : 5 jours pour survivre (5ive Days to Midnight) (mini-série) : Art Major (5 épisodes)
- 2004 : Human Cargo (mini-série) : Edith (3 épisodes)
- 2005 : The L Word (série télévisée) : Alyssa Neros
- 2005 : Crazy Late (court métrage) : Sophie
- 2005 : Innocence à vendre (Selling Innocence) (téléfilm) : Mia Sampson
- 2001-2005 : Edgemont (série télévisée) : Jennifer 'Jen' MacMahon (70 épisodes)
- 2005 : Fetching Cody (en) : Cody Wesson
- 2005 : A Simple Curve (en) : Erika
- 2005 : Severed (en) : Rita
- 2006 : Smallville (série télévisée) : députée Harris
- 2006 : Blade (série télévisée) : Isabella Van Sciver
- 2007 : L'Assassinat de Jesse James par le lâche Robert Ford : la petite amie de Bob
- 2007 : Psych : Enquêteur malgré lui (série télévisée) : Ada
- 2008 : Suffer Island (Boot Camp) : une fille
- 2008 : Le Diable et moi (Reaper) (série télévisée) : Madame Ozera / Noreen
- 2008 : Mothers & Daughters (en) : l'employée du magasin
- 2009 : Personal Effects : Annie
- 2009 : What Goes Up : Peggy Popoladopolous
- 2009 : A Gun to the Head : Audrey
- 2010 : Arithmetic: Annie's Life in Numbers (court métrage) : Annie
- 2010 : A Night for Dying Tigers : Amanda
- 2011 : Blink (court métrage) : Eva
- 2011 : Doll Parts (court métrage) : Evangeline
- 2012 : Arctic Air (série télévisée) : Trudy
- 2012 : In No Particular Order : Ally
- 2010-2012 : True Justice (série télévisée) : Sarah Montgomery / Savannah (25 épisodes)
- 2012 : The Stolen (court métrage) : Fairy Queene
- 2012 : Glue (court métrage) : Sophie
- 2014 : WolfCop : Jessica
- 2015 : Mythos (mini-série) : Fairy Queen
- 2015 : The Blackburn Asylum : Jade
- 2015 : The Exorcism of Molly Hartley (en) : Molly Hartley
- 2015 : Fargo (série télévisée) : Marie
- 2015 : Exquisite Corpse (court métrage) : Jill
- 2016 : Hidden Truth : Jamie
- 2017 : The Humanity Bureau : Rachel Weller
- 2018 : Taken (série télévisée) : Nancy Clarke
- 2018 : My Little Girl Is Gone : Stephanie
- 2019 : Cold Blood Legacy : La Mémoire du sang de Frédéric Petitjean : Charly
- 2020 - présent : L'Île aux Mystères (A Martha's Vineyard Mystery) : Zee (série de téléfilms, 4 épisodes)